# Goran Stevanović
Goran "Puri" Stevanović (en serbi ciríl·lic: Горан Плави Стевановић; és un exfutbolista i entrenador serbi, nascut a Sremska Mitrovica el 27 de novembre de 1966. Ha estat internacional iugoslau en una ocasió.
Va destacar sobretot al FK Partizan durant la dècada dels 80. Posteriorment, va jugar a la competició espanyola i portuguesa.

## Com a entrenador
- 2001 FK Čukarički
- 02/03 FK Železnik
- 03/06 Selecció de Sèrbia i Montenegro (assistent)
- 08/09 FK Partizan (assitent)
- 09/... FK Partizan